# Tihooceansko-antarktički hrbat
Tihooceansko-antarktični hrbat je divergentna granica tektonskih ploča na dnu južnog Tihog okeana, koja razdvaja Tihooceansku ploču od Antarktičke.Smatra se južnim nastavkom Istočnog tihooceanskog hrbata, južno od zone prijeloma Challenger i proteže se do trojnog čvora Macquarie. južno od Novog Zelanda.

## Louisvillski hrbat
Louisvillski hrbat je najduži podmorski planinski lanac u Tihom oceanu, prostire se u dužini od 4300 km u smjeru sjeverozapada od rasjedne zone Eltanin do podmorske planine Osmond kod Tonge. Smatra se da je nastao pomicanjem Tihooceanske ploče preko Louisvillske vruće točke iz koje izlazi magma.

## Vanjske poveznice
- Morgan, W. Jason; Morgan, Jason Phipps. 2007. Plate velocities in hotspot reference frame: electronic supplement (PDF). geosociety.org. str. 55–57
- What is the longest mountain range on earth?. Ocean Facts. NOAA. Pristupljeno 17. listopada 2014.
- Marine Gazetteer Placedetails. Pristupljeno 20. veljače 2017.
- Sandwell, David T.; Walter H.F. Smith. 1997. Exploring the ocean basins with satellite altimeter data. Satellite Geodesy. Scripps Institution of Oceanography. La Jolla. Pristupljeno 19. siječnja 2010.. The Louisville Ridge was first detected in 1972 using depth soundings collected along random ship crossings of the South Pacific. Six years later the full extent of this chain was revealed by a radar altimeter aboard the Seasat (NASA) spacecraft.